# Jonas Lie (pittore)
Jonas Lie (Moss, 29 aprile 1880 – New York, 18 gennaio 1940) è stato un pittore norvegese naturalizzato statunitense.

## Biografia
Nato in un piccola cittadina molto vicina all'allora semplice "capoluogo" della Norvegia Christiania (oggi Oslo), da una famiglia in cui c'era anche l'omonimo cugino di secondo grado Jonas Lie, famoso scrittore norvegese.
Dopo la morte del padre a 12 anni di età, si trasferì con la zia Thomasine e il cugino a Parigi. Lì la loro casa si trasformò in un vivace circolo artistico dove si incontravano importanti personaggi come Henrik Ibsen, Edvard Grieg e altri ancora. Poco dopo si ricongiunse a sua madre e alle sue sorelle a New York, studiando e maturando il proprio stile nel dinamico ambiente americano.
Adottando uno stile espressionista, dipinse numerosi paesaggi campagnoli, marini e urbani, in particolare della città di New York stessa.
Nel 1913 si trasferì a Panama, per catturare a livello artistico l'edificazione dell'imponente canale di navigazione.
Nel 1928 rappresentò gli Stati Uniti nelle competizioni artistiche delle Olimpiadi di quell'anno. Dopo tante mostre di successo in tutti gli Stati Uniti e in varie parti del mondo, nel 1932 gli fu conferita la massima onorificenza norvegese, il cavalierato dell'Ordine di Sant'Olav.

## Galleria d'immagini

Produzione newyorchese
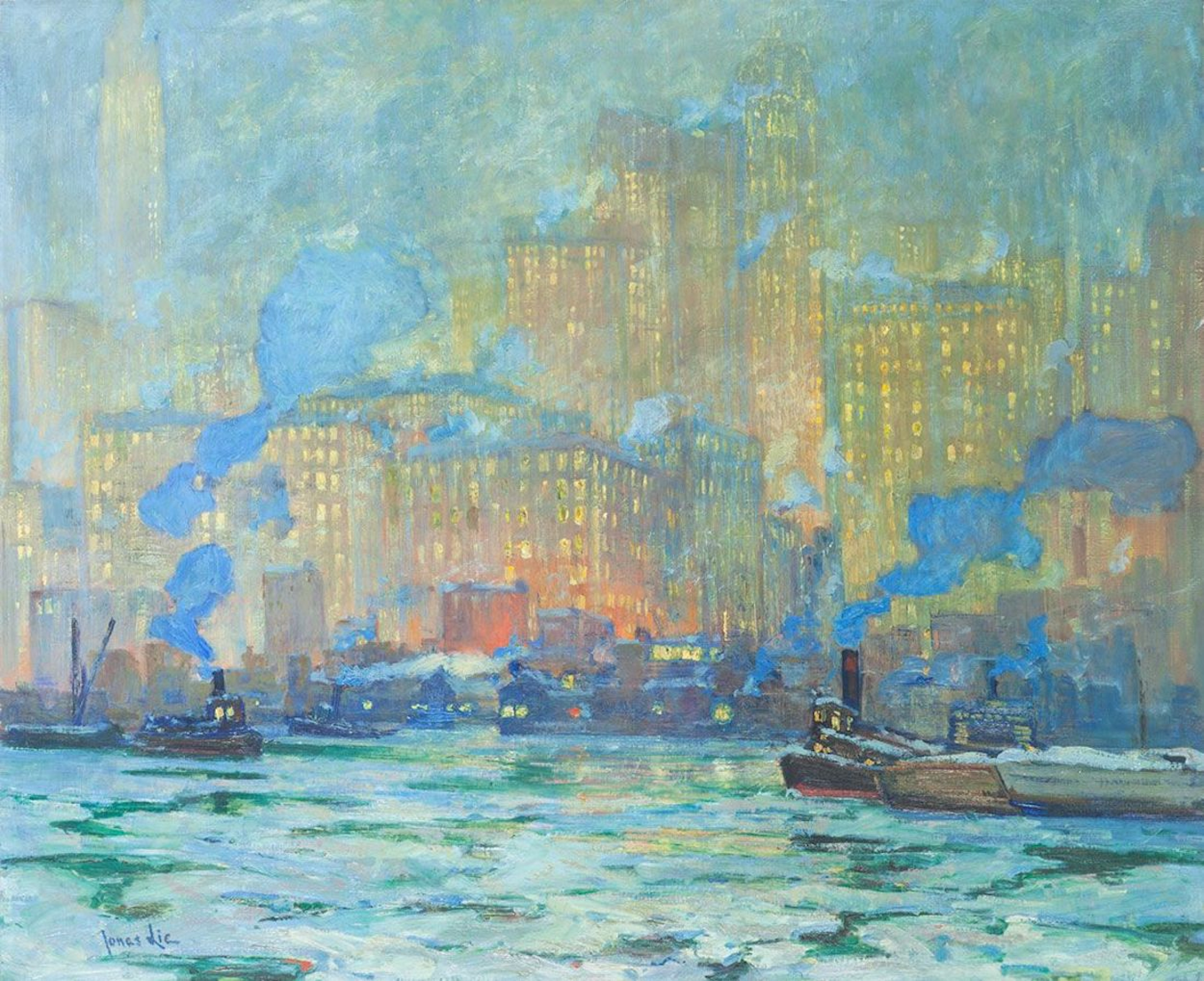
Afterglow, 1913 ca.
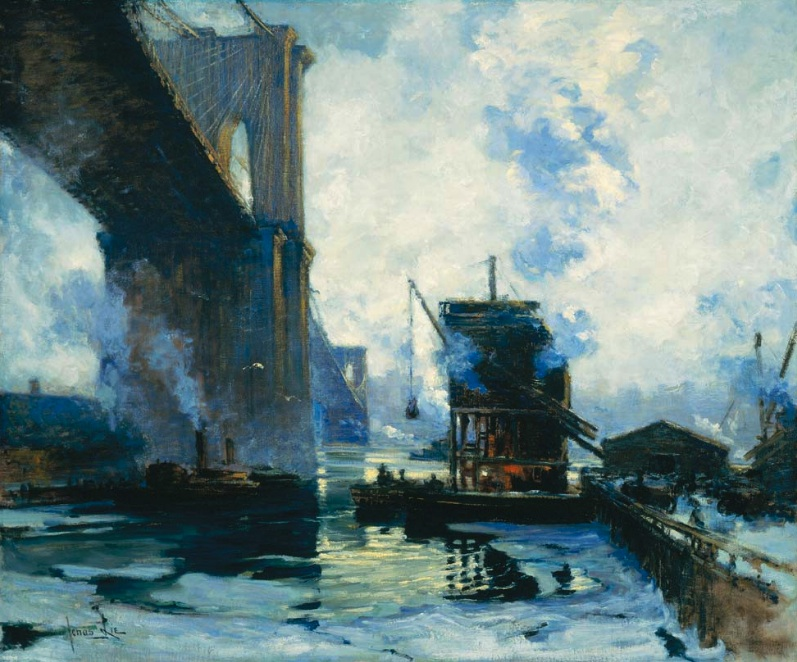
Morning on the River, 1911-1912
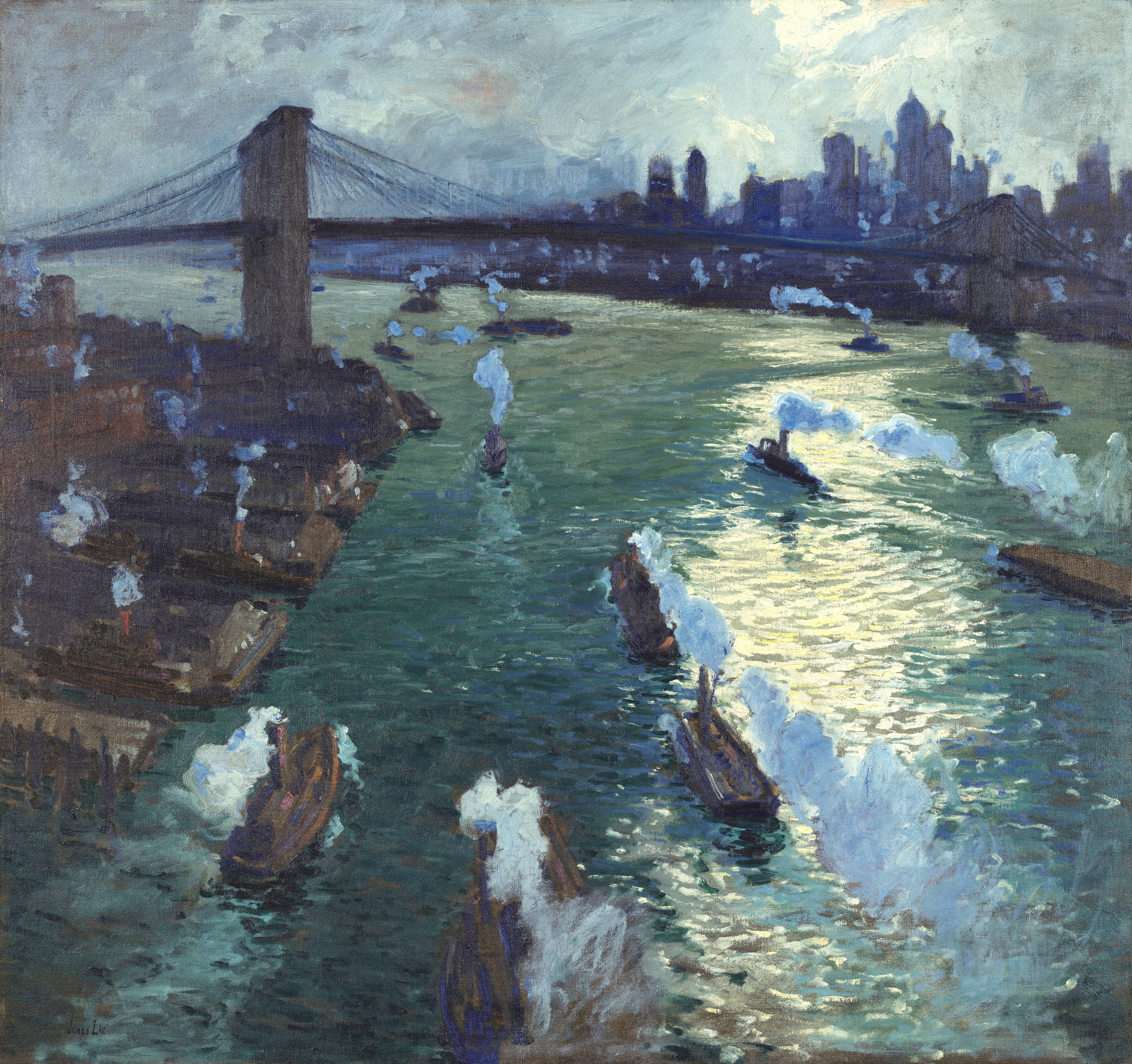
Path of Gold, 1914
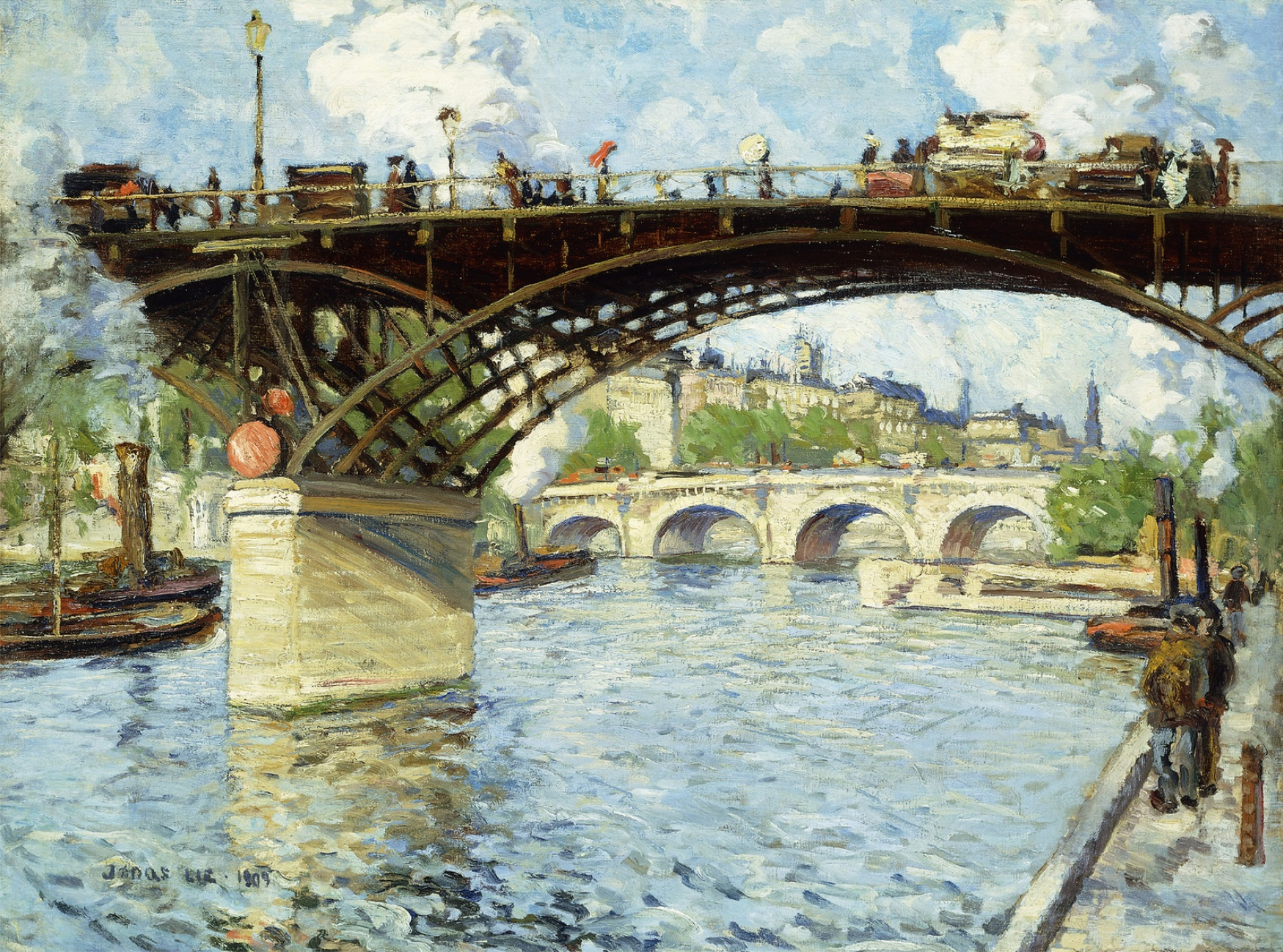
View of the Seine, 1909
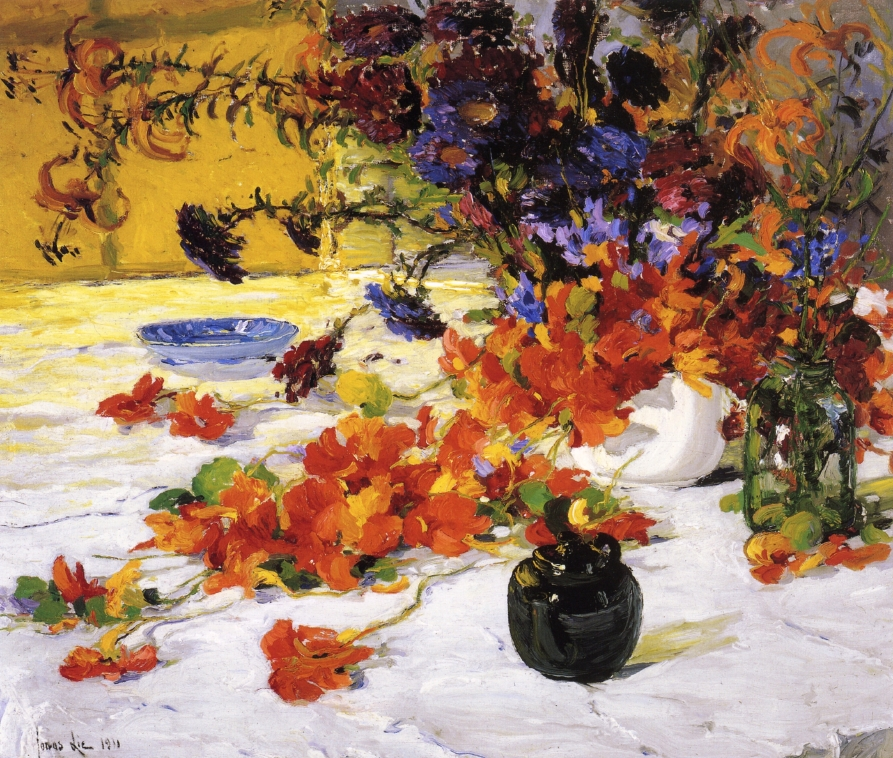
The black teapot, 1911

Serie di Panama
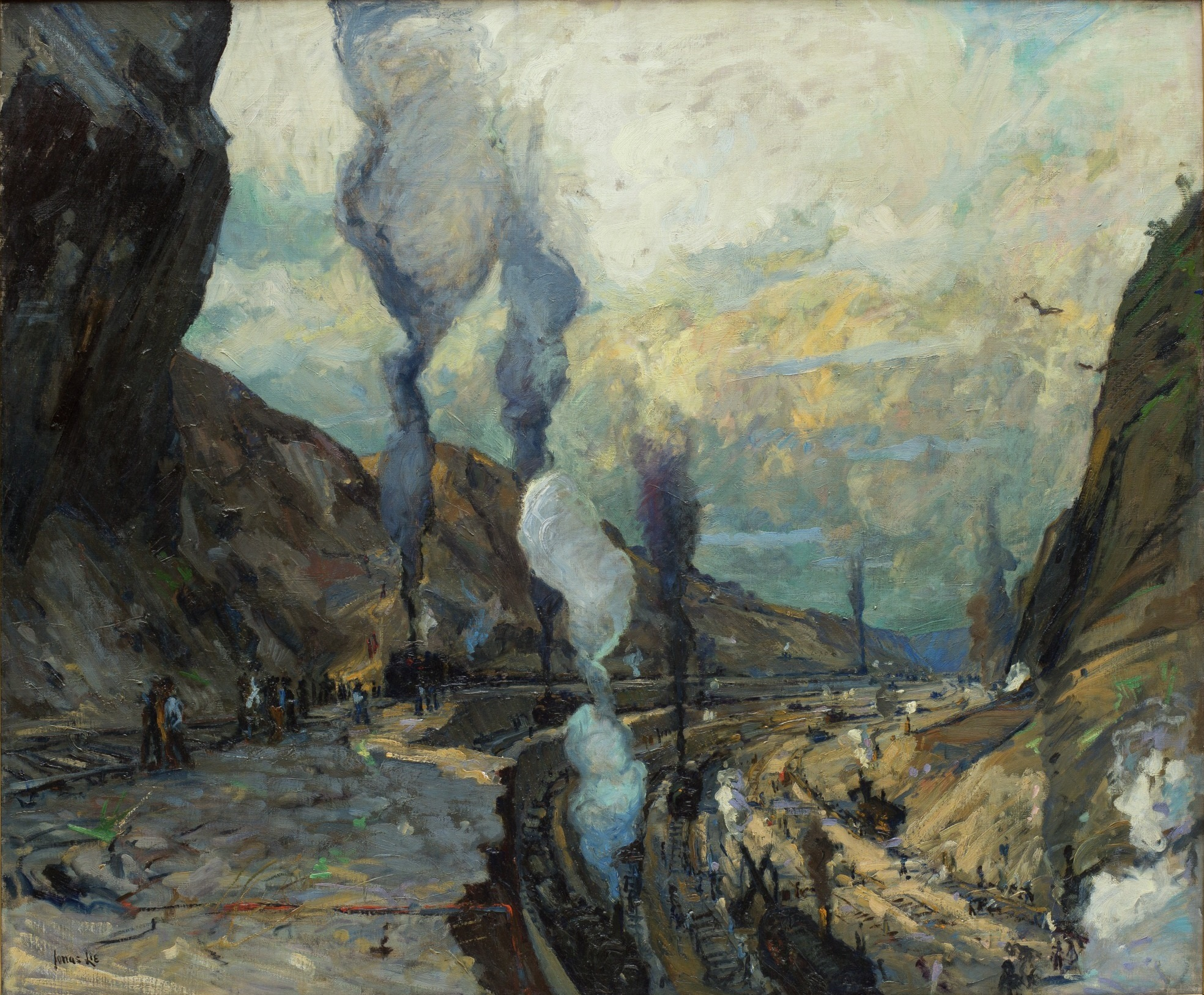
Culebra Cut, 1913
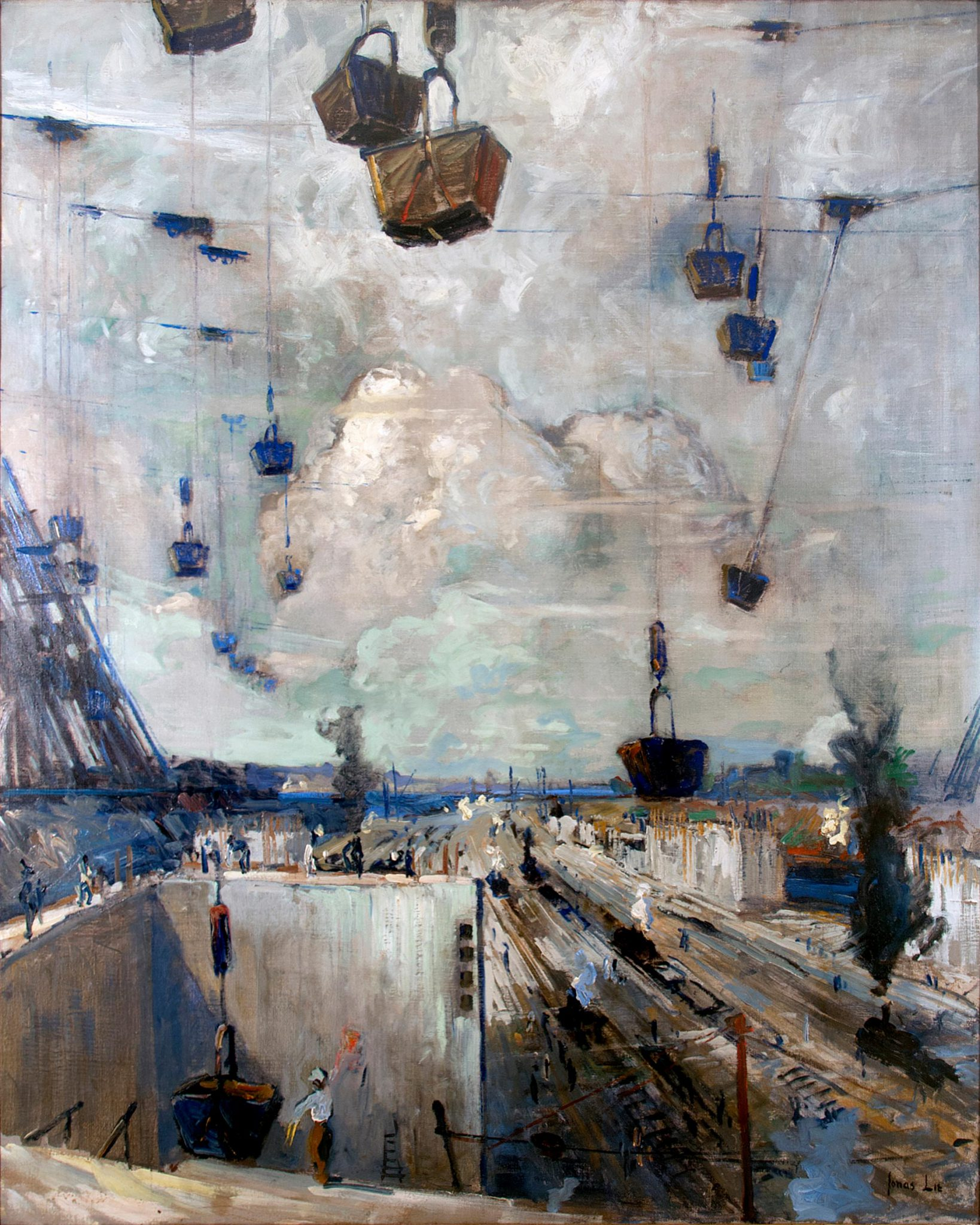
Heavenly Hoist, 1913
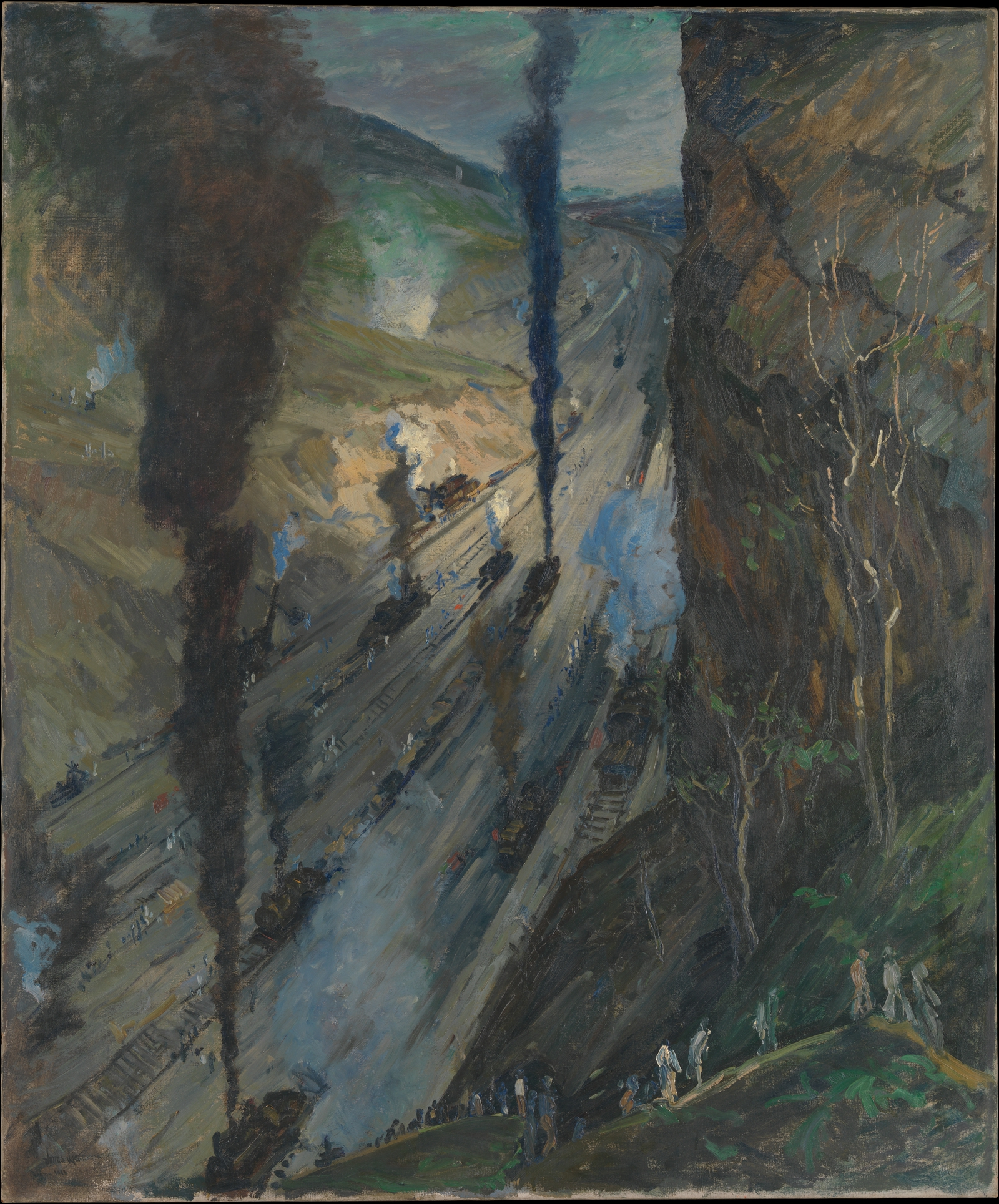
The Conquerors, 1913